# Let's Stay Together
"Let's Stay Together" é uma canção gravada originalmente pelo cantor estadunidense Al Green em 1971 e lançada em álbum no ano seguinte. Como single, em 1971, permaneceu na 1ª posição da Billboard Hot 100 durante 16 semanas e da Billboard's R&B Chart durante 9 semanas. 

## Gravação de Tina Turner
Foi regravada por Tina Turner para seu álbum Private Dancer, de 1983. Esteve presente na lista das 500 melhores canções de todos os tempos da revista Rolling Stone.
Essa versão entrou para a trilha sonora internacional da novela "Transas e Caretas", exibida em 1984 pela TV Globo. Na trama de Lauro César Muniz e Daniel Más, a canção foi tema do protagonista "Thiago", interpretado por José Wilker.

## Posição nas paradas musicais
| Parada (1971–1972)                                   | Melhor posição |
| ---------------------------------------------------- | -------------- |
| Canadá (RPM Top Singles)                             | 14             |
| Reino Unido (UK Singles Chart)                       | 7              |
| Estados Unidos (Billboard Hot 100)                   | 1              |
| Estados Unidos (Billboard Best-Selling Soul Singles) | 1              |
| Estados Unidos (Adult Contemporary)                  | 36             |
| Estados Unidos (Cash Box Top 100)                    | 1              |

| Parada (1972)              | Posição |
| -------------------------- | ------- |
| Estados Unidos (Billboard) | 11      |
| Estados Unidos (Cash Box)  | 7       |